# Urania Genève Sport
El Urania Genève Sport es un equipo de fútbol de Suiza que juega en la 2. Inter Liga, quinta división de fútbol en el país.

## Historia
Fue fundado en el año 1896 en la ciudad de Genève luego de la fusión de los equipos FC Urania y FC Genève.
En 1929 ganó el título de la Copa de Suiza al vencer en la final al BSC Young Boys, y en la temporada 1931/32 perdieron la final de copa ante el Grasshopper CZ con marcador de 1-5.
El club ha participado en más de 30 temporadas en la Nationalliga A en donde han disputado más de 560 partidos, aunque la mayoría de ellos han sido derrotas.

## Palmarés
- Copa de Suiza: 1

1928/29